# Кубельс, Эдуардо
Эдуардо Кубельс Ридаура (исп. Eduardo Cubells Ridaura; 17 января 1900, Валенсия, Испания — 13 марта 1964, Валенсия, Испания) — испанский футболист и тренер. Первый представитель клуба «Валенсия» в сборной Испании.

## Спортивная карьера
Эдуардо Кубельс родился в районе Algirós города Валенсия. В начале своей карьеры играл в нескольких существовавших тогда в регионе футбольных командах. После переезда с семьей в Андалусию некоторое время играл за клуб «Севилья». В 1919 году он вернулся на родину и стал игроком только что образованного ФК «Валенсия».
Эдуардо Кубельс был одним из кумиров болельщиков «Валенсии», наряду с Артуро Монтесиносом (Монтесом), с которым тесно дружил, несмотря на вражду их почитателей («cubellistes» и «montistes»).
С «Валенсией» Эдуардо Кубельс выиграл в 1923, 1925, 1926 и 1927 годах Региональный чемпионат Валенсии (исп. Campeonato Regional de Valencia), в 1923 и 1925 годах — Чемпионат Испанского Леванта (исп. Campeonato de Levante).
В 1925 году Эдуардо Кубельс стал первым игроком клуба, который был приглашён в сборную Испании. За сборную он сыграл пять матчей и забил один гол.
Будучи полупрофессиональным футболистом, Кубельс завершил карьеру игрока в 28 лет, чтобы работать в семейном продуктовом магазине.
В 1936 году был тренером сборной Валенсии в товарищеском матче против сборной Каталонии.
В 1943 году Эдуардо Кубельс был назначен главным тренером ФК «Валенсия». Под его руководством команда выиграла второй в её истории чемпионский титул (1944) и три года подряд выходила в финал Кубка Испании.
С 1946 года Кубельс работал техническим секретарём ФК «Валенсия». Покинул структуру клуба в 1959 году.